# Campeonato da Europa de Atletismo de 2014 - Revezamento 4x100 m feminino
A prova dos 4 x 100 metros estafetas feminino do Campeonato da Europa de Atletismo de 2014 foi disputada entre os dias 16 e 17 de agosto de 2014 no Estádio Letzigrund em Zurique, na Suíça. 

## Recordes
Antes desta competição, os recordes mundiais e do campeonato nesta prova eram os seguintes:
|                       | Nome                                                           | Nacionalidade     | Tempo | Local    | Data                  |
| --------------------- | -------------------------------------------------------------- | ----------------- | ----- | -------- | --------------------- |
| Recorde mundial       | (Tianna Madison, Allyson Felix Bianca Knight, Carmelita Jeter) | Estados Unidos    | 40s82 | Londres  | 10 de agosto de 2012  |
| Recorde do campeonato | (Silke Möller, Katrin Krabbe Kerstin Behrendt, Sabine Günther) | Alemanha Oriental | 41s68 | Split    | 1 de setembro de 1990 |
| Recorde europeu       | (Silke Gladisch, Sabine Rieger Ingrid Auerswald, Marlies Göhr) | Alemanha Oriental | 41s37 | Camberra | 6 de outubro de 1985  |

## Medalhistas
| Ouro                                                                                          | Prata                                                                            | Bronze |
| Reino Unido · Asha Philip · Ashleigh Nelson · Jodie Williams · Desiree Henry · Anyika Onuora* | França · Céline Distel-Bonnet · Ayodelé Ikuesan · Myriam Soumaré · Stella Akakpo | Rússia · Marina Panteleyeva · Natalia Rusakova · Kristina Sivkova · Yelizaveta Savlinis · Yekaterina Vukolova* |

(*) Disputaram apenas as baterias

## Cronograma
Todos os horários são locais (UTC+2).
| Data         | Hora  | Evento  |
| ------------ | ----- | ------- |
| 16 de agosto | 15:10 | Bateria |
| 17 de agosto | 17:22 | Final   |

## Resultados

### Bateria
Qualificação: 3 atletas de cada bateria (Q) mais os 2 melhores qualificados (q). 
| Posição | Bateria | Raia | Nacionalidade | Atletas                                                                        | Tempo | Notas                |
| ------- | ------- | ---- | ------------- | ------------------------------------------------------------------------------ | ----- | -------------------- |
| 1       | 1       | 2    | França        | Céline Distel-Bonnet Ayodelé Ikuesan Myriam Soumaré Stella Akakpo              | 42.29 | Q, EL                |
| 2       | 2       | 4    | Grã-Bretanha  | Asha Philip Ashleigh Nelson Anyika Onuora Desiree Henry                        | 42.62 | Q,                   |
| 3       | 1       | 8    | Países Baixos | Madiea Ghafoor Dafne Schippers Tessa van Schagen Jamile Samuel                 | 42.77 | Q                    |
| 4       | 1       | 3    | Suíça         | Mujinga Kambundji Marisa Lavanchy Ellen Sprunger Léa Sprunger                  | 42.98 | Q                    |
| 5       | 1       | 1    | Itália        | Marzia Caravelli Irene Siragusa Martina Amidei Audrey Alloh                    | 43.29 | q,                   |
| 6       | 2       | 2    | Ucrânia       | Kseniya Karandyuk Nataliya Strohova Olesya Povh Nataliya Pohrebnyak            | 43.37 | Q,                   |
| 7       | 2       | 8    | Rússia        | Marina Panteleyeva Natalya Rusakova Yekaterina Vukolova Kristina Sivkova       | 43.47 | Q                    |
| 8       | 1       | 4    | Suécia        | Iréne Ekelund Isabelle Eurenius Daniella Busk Pernilla Nilsson                 | 43.80 | q,                   |
| 9       | 1       | 5    | Grécia        | Yeoryia Kokloni Elisavet Pesiridou Andriana Ferra Maria Belibasaki             | 43.81 | Recorde da temporada |
| 10      | 2       | 1    | Irlanda       | Amy Foster Kelly Proper Sarah Lavin Phil Healy                                 | 43.84 | Recorde nacional     |
| 11      | 1       | 7    | Finlândia     | Milja Thureson Hanna-Maari Latvala Minna Laukka Nooralotta Neziri              | 44.22 | Recorde da temporada |
| 12      | 2       | 7    | Noruega       | Isabelle Pedersen Christine Bjelland Jensen Elisabeth Slettum Ezinne Okparaebo | 44.29 | Recorde nacional     |
| 13      | 2       | 3    | Bulgária      | Karin Okoliye Inna Eftimova Maria Dankova Ivet Lalova                          | 44.53 | Recorde da temporada |
| 14      | 1       | 6    | Espanha       | Maria Isabel Pérez Alba Fernández Estela García Cristina Lara                  | 44.68 | Recorde da temporada |
| 15      | 2       | 5    | Croácia       | Ivana Lončarek Nika Župa Lucija Pokos Kristina Dudek Nika Zupa                 | 45.47 |                      |
| 16      | 2       | 6    | Alemanha      | Josefina Elsler Rebekka Haase Tatjana Lofamakanda Pinto Verena Sailer          | DNF   |                      |

### Final
| Posição           | Raia | Nacionalidade | Atletas                                                                  | Tempo | Notas                |
| ----------------- | ---- | ------------- | ------------------------------------------------------------------------ | ----- | -------------------- |
| Medalha de ouro   | 5    | Grã-Bretanha  | Asha Philip Ashleigh Nelson Jodie Williams Desiree Henry                 | 42.24 | EL,                  |
| Medalha de prata  | 3    | França        | Céline Distel-Bonnet Ayodelé Ikuesan Myriam Soumaré Stella Akakpo        | 42.45 |                      |
| Medalha de bronze | 7    | Rússia        | Marina Panteleyeva Natalya Rusakova Yelizaveta Savlinis Kristina Sivkova | 43.22 | Recorde da temporada |
| 4                 | 2    | Itália        | Marzia Caravelli Irene Siragusa Martina Amidei Audrey Alloh              | 43.26 | Recorde da temporada |
| 5                 | 4    | Ucrânia       | Kseniya Karandyuk Nataliya Strohova Olesya Povh Nataliya Pohrebnyak      | 43.58 |                      |
| 6                 | 1    | Suécia        | Iréne Ekelund Isabelle Eurenius Daniella Busk Pernilla Nilsson           | 44.36 |                      |
| 7                 | 6    | Países Baixos | Madiea Ghafoor Dafne Schippers Tessa van Schagen Jamile Samuel           | DNF   |                      |
| 7                 | 8    | Suíça         | Mujinga Kambundji Marisa Lavanchy Ellen Sprunger Léa Sprunger            | DNF   |                      |

Legenda
| Recorde mundial       | Recorde mundial (World record)               |                       | Recorde africano                      | Recorde africano (African) |                                           | Q | Classificado por posição (Qualified) |
| Recorde do campeonato | Recorde do campeonato (Championship record)  | Recorde da América    | Recorde da América (Americas)         | q                          | Classificado por melhor tempo (Qualified) |   |                                      |
| Melhor marca do ano   | Melhor marca do ano (World leading)          | Recorde asiático      | Recorde asiático (Asian)              | DNS                        | Não largou (Did not start)                |   |                                      |
| Recorde nacional      | Recorde nacional (National record)           | Recorde europeu       | Recorde europeu (European)            | DNF                        | Não terminou (Did not finish)             |   |                                      |
| Recorde pessoal       | Recorde pessoal do atleta (Personal best)    | Recorde da Oceania    | Recorde da Oceania (Oceania)          | DSQ / DQ                   | Desclassificado (Disqualified)            |   |                                      |
| Recorde da temporada  | Recorde da temporada do atleta (Season best) | Recorde sul-americano | Recorde sul-americano (South America) | NM                         | Sem marca (No mark)                       |   |                                      |